# Канискио
Канискио (итал. Canischio) је насеље у Италији у округу Торино, региону Пијемонт.
Према процени из 2011. у насељу је живело 274 становника. Насеље се налази на надморској висини од 668 м.

## Становништво
| 1936. | 1951. | 1961. | 1971. | 1981. | 1991. | 2001. | 2011. |
| ----- | ----- | ----- | ----- | ----- | ----- | ----- | ----- |
| 666   | 546   | 448   | 388   | 314   | 291   | 274   | 294   |